# Комуністична партія Донецької народної республіки
Комуністична партія Донецької народної республіки (скор. КПДНР; рос. Коммунистическая партия Донецкой народной республики; КПДНР, т Коммунистическая партия Донецкой народной республики, КПДНР) — комуністична партія у терористично квазідержавному утворенні Донецька народна респубка, федеральному суб'єкті Росії, який де-юре є частиною України, очолювана Борисом Литвиновим, колишнім головою Народної Ради Донецької народної республіки. З 2014 по 2016 рік була фракцією організації «Донецька республіка». З 2022 року є республіканським відділенням Комуністичної партії Російської Федерації.

## Історія
КПДНР була заснована 8 жовтня 2014 року. Головою партії було проголошено Бориса Литвинова, який раніше очолював районну організацію Комуністичної партії України в Кіровському районі Донецька. Литвинов очолював Народну раду з липня по жовтень 2014 року. Після його звільнення з посади голови Народної ради з'явилися чутки про те, що Литвинов був ненадовго заарештований, проте сам Литвинов їх заперечував.
Литвинов заявив, що КПДНР підтримає кандидатуру Олександра Захарченка, першого президента Донецької народної республіки, на загальних виборах прем'єр-міністра країни в 2014 році. Самій КПДНР заборонили брати участь у виборах, оскільки партія «допустила занадто багато помилок» у поданих документах. За даними деяких російських ЗМІ, остаточні списки партії були відредаговані в Москві. Окремим членам партії було дозволено потрапити до партійного списку політичної організації «Донецька республіка». Троє членів КПДПР були обрані до Народної ради: Борис Литвинов, Вадим Зайберт і Микола Рагозін. Пізніше Зайберт загинув у бою і не був замінений, таким чином, у Народній раді залишилося лише два члени партії.
У 2015 році була створена Ленінська комуністична спілка молоді (комсомол) партії, яку очолили перший секретар Вадим Попков і другий секретар Антон Саєнко.
У 2016 році Литвинов і Рагозін були виключені з Народної ради через «втрату довіри», в результаті чого партія залишилася без представників.
У 2022 році КПДНР стала республіканським відділенням Комуністичної партії Російської Федерації.

## Виборча програма
Програма партії повністю скопійована та ідентична з програмою забороненої Комуністичної партії України.

## Нотатки
1. ↑  ст.-укр. Интернациона́л